# آندریاس آندرشون
آندریاس آندرشون (سوئدی: Andreas Andersson؛ زادهٔ ۱۰ آوریل ۱۹۷۴) بازیکن فوتبال اهل سوئد است که در پست مهاجم بازی می‌کند.

## تیم ملی
وی چهل و دو بار برای تیم ملی سوئد (از جمله در جام جهانی فوتبال ۲۰۰۲) به میدان رفت و هشت گل نیز برای این تیم به ثمر رساند.